# Zaz Montana
Zaz Montana (* 1. Mai 1966 in Braunschweig) ist ein deutscher Filmeditor. 
Von 1999 bis 2002 war er Schnittassistent bei Digital Editors in München, nach dieser Zeit wurde er als eigenständiger Editor für Film und Fernsehen tätig.

## Filmografie (Auswahl)
- 2003–2007: Was nicht passt, wird passend gemacht (Fernsehserie, 13 Folgen)
- 2005–2006: Alles außer Sex (Fernsehserie, 7 Folgen)
- 2008: H3 – Halloween Horror Hostel
- 2008: Eine wie keiner
- 2008: Machen wir’s auf Finnisch
- 2009: Der Teufel mit den drei goldenen Haaren
- 2009: Wilsberg: Oh du tödliche…
- 2009: Wilsberg: Doktorspiele
- 2010: Wilsberg: Bullenball
- 2010: Wilsberg: Gefahr im Verzug
- 2011: Mord in bester Gesellschaft – Das Ende vom Lied (Folge 8)
- 2011: Wilsberg: Im Namen der Rosi
- 2011: Wilsberg: Tote Hose
- 2011: Wilsberg: Frischfleisch
- 2012: Wilsberg: Aus Mangel an Beweisen
- 2012: Wilsberg: Die Bielefeld-Verschwörung
- 2012: Wilsberg: Halbstark
- 2012: Agent Ranjid rettet die Welt
- 2013: Hanni & Nanni 3
- 2013: Fack ju Göhte
- 2014: Männerhort
- 2015: Der Nanny
- 2015: Mord in bester Gesellschaft: Die Täuschung (Folge 12)
- 2017: Vorwärts immer!
- 2017: Kommissarin Lucas – Familiengeheimnis
- 2017: Kommissarin Lucas – Löwenherz
- 2019: Benjamin Blümchen (zusammen mit Ana de Mier y Ortuño)
- 2019: Eine ganz heiße Nummer 2.0
- 2020: Vier zauberhafte Schwestern
- 2020: Anna und ihr Untermieter – Aller Anfang ist schwer (Fernsehreihe)
- 2021: Catweazle
- 2021: Die Schule der magischen Tiere
- 2021: Der Usedom-Krimi: Der lange Abschied
- 2022: Sarah Kohr – Irrlichter
- 2022: Die Schule der magischen Tiere 2
- 2024: Die Schule der magischen Tiere 3
- 2024: Sarah Kohr – Koma